# 6176 Horrigan
6176 Horrigan este un asteroid din centura principală de asteroizi.

## Descriere
6176 Horrigan este un asteroid din centura principală de asteroizi. A fost descoperit pe 16 ianuarie 1985 la Observatorul Kleť de Zdeňka Vávrová. Asteroidul prezintă o orbită caracterizată de o semiaxă mare de 2,25 ua, o excentricitate de 0,15 și o înclinație de 5,7° în raport cu ecliptica.